# 萩市田町商店街

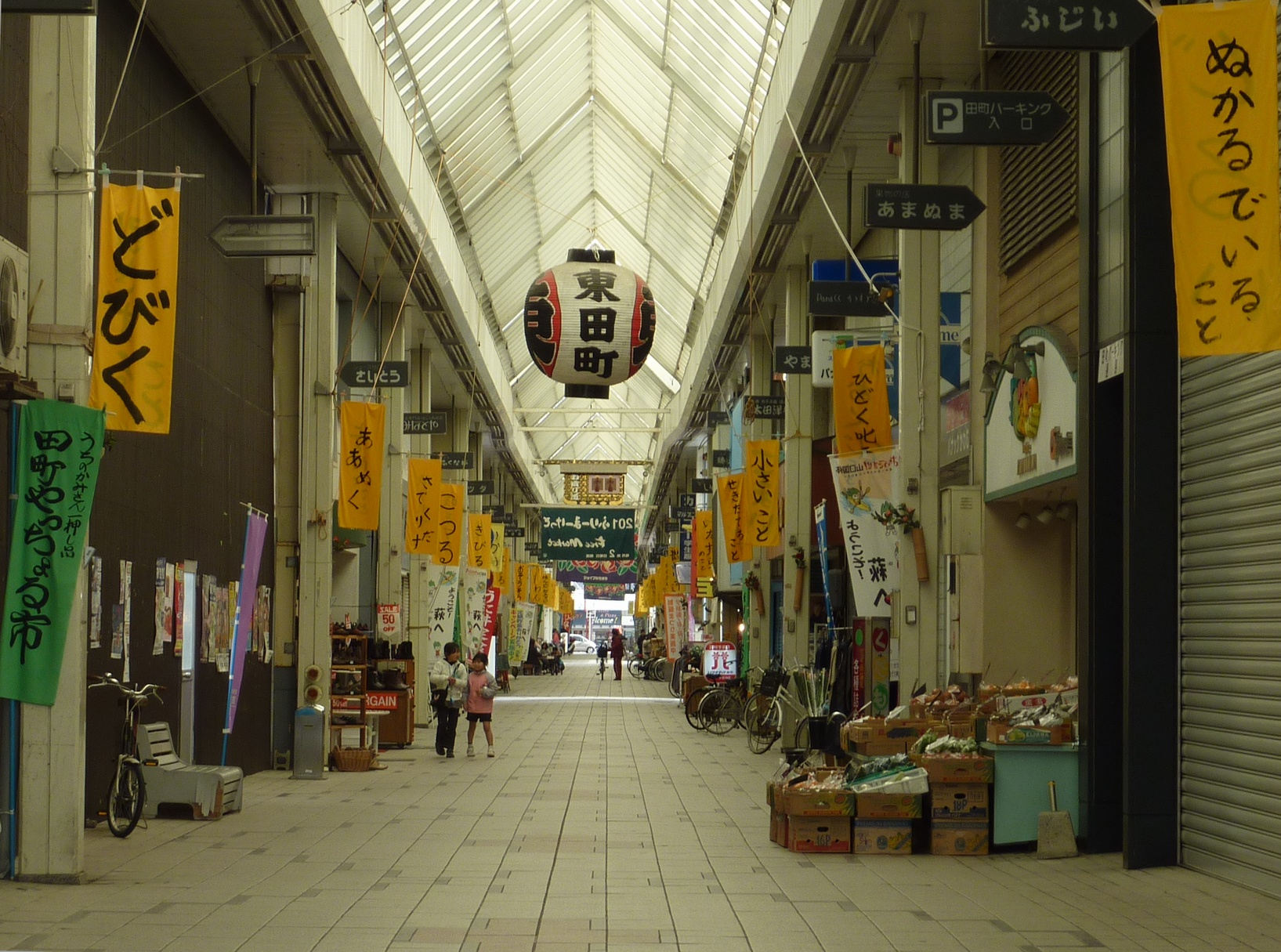
田町アーケード（東方向）

萩市田町商店街（はぎしたまちしょうてんがい）は、山口県萩市にある商店街と、その連合組織である。

## 概要
以下の2つの商店街が複合的に集まっている状態であり、白壁などの古い町並みが現存している。
- 田町商店街（たまち、愛称はジョイフルたまち）
- 東田町商店街（ひがしたまち）

このうち、西田町～東田町の各商店街に延びる一連の全蓋式アーケード内にある。
かつては、山口県北浦地区で唯一の百貨店であった八木百貨店や、萩市を中心としたスーパーマーケットチェーンであった「丸正」の店舗、さらにニチイの店舗もあったが、これらの店は全て廃業、もしくは撤退した。現在は中小の商店が軒を並べている。
観光地である特色を生かし、空き店舗に土産店や地産地消店舗を開店するなどの取り組みが評価され、中小企業庁選定の新・がんばる商店街77選に選ばれている。近くには北浦唯一の映画館である萩ツインシネマがある。

## 名称
かつて、当市中心部の田園地帯に町が形成されたことから「田町」となった説がある。
なお、香川県高松市にも田町商店街（高松中央商店街）という名称の商店街がある。